# Maghraoua
Maghraoua (o Meghraoua) è un comune dell'Algeria, situato nella provincia di Médéa.